# Império do Espírito Santo da Ladeira Grande
O Império do Espírito Santo da Ladeira Grande localiza-se na freguesia da Ribeirinha, no Concelho de Angra do Heroísmo, na Ilha Terceira, nos Açores.

## História
Edificado em 1880 como devoção e homenagem ao Divino Espírito Santo, foi reconstruído em 1924. Na ocasião, a sua primitiva estrutura, em madeira, foi substituída por alvenaria.
Os moradores do sítio da Ladeira Grande, embora administrativamente pertencentes à freguesia da Ribeirinha, estiveram por muitos anos ligados ao curato da freguesia da Feteira, no que se refere às festividades do Divino Espírito Santo.